# Giulio Adamoli
Giulio Adamoli (Besozzo, 29 febbraio 1840 – Il Cairo, 25 dicembre 1926) è stato un ingegnere, patriota e politico italiano.

## Biografia
Nel 1857 si iscrisse alla facoltà di matematica dell'Università di Pavia, e in quegli anni nacque l'amicizia con Benedetto Cairoli. Partecipò alla Seconda guerra d'indipendenza italiana del 1859 come volontario nel 1º Reggimento "Granatieri di Sardegna" con i quali combatté, a Madonna della Scoperta, nel corso della Battaglia di San Martino.
Sottotenente, nel gennaio 1860 rassegnò le dimissioni dall'esercito raggiungendo nel maggio Giuseppe Garibaldi in Sicilia, con la spedizione organizzata da Agostino Bertani e guidata da Carmelo Agnetta; fece tutta la campagna, distinguendosi negli scontri di San Leucio e Sant'Angelo. Finita la spedizione si dedicò all'ingegneria, entrando nell'impresa costruttrice della ferrovia Milano-Pavia.
Ma nel 1862 fu di nuovo con Garibaldi ad Aspromonte (Giornata dell'Aspromonte) e nel 1866, col II Battaglione dei bersaglieri milanesi, combatté a Vezza d'Oglio, guadagnando una medaglia d'argento. Appena finito il conflitto, compì un breve viaggio politico negli Stati Uniti con le lettere di presentazione di Giuseppe Mazzini e di Garibaldi.
Nel settembre 1867 fu a Ginevra con Garibaldi al congresso della pace; e, nello stesso anno, partecipò alla battaglia di Mentana. Dal giugno 1869 all'ottobre 1870 compì un viaggio nelle steppe dei Kirghisi e nel Turkestan, per studiare i sistemi di allevamento del baco da seta. Nel 1876 si recò in Marocco, sotto gli auspici della Società geografica italiana, per lo studio della situazione economica di quel paese e l'eventuale impianto di fattorie commerciali sulla costa atlantica.
Eletto deputato nello stesso anno, fu sottosegretario agli Esteri nel Governo Crispi IV (dal 21 giugno 1894) e nominato senatore il 19 novembre 1898. Dal 1907, per un ventennio, fu commissario della Cassa del debito pubblico in Egitto, favorendo gli interessi della colonia italiana e compiendo viaggi lungo il Nilo e nel vicino Oriente. Si dedicò anche a studi di ingegneria portuale. Fu anche l'ideatore e realizzatore, costituendo nel 1912 la S.A.T.O.V (Sociaetà Anonima Tramvie Orientali del Verbano), della tramvia Varese-Angera, nata per collegare il basso Verbano alla città di Varese.

### Opere
- Da San Martino a Mentana - Ricordi di un volontario garibaldino, Fratelli Treves Editori, Milano, 1892
- Episodi vissuti, Istituto Editoriale Cisalpino, Varese, 1929 (postumo)
- Sono in America!: le lettere di Giulio Adamoli al padre, Boston 1866-1867, Insubria University Press, Varese, 2005 (a cura di Renzo Dionigi)